# Astragalus pseudomegalomerus
Astragalus pseudomegalomerus är en ärtväxtart som beskrevs av Mikhail Grigoríevič Popov. Astragalus pseudomegalomerus ingår i släktet vedlar, och familjen ärtväxter. Inga underarter finns listade i Catalogue of Life.